# Welwitschiella
Welwitschiella là một chi thực vật có hoa trong họ Cúc (Asteraceae).

## Loài
Chi Welwitschiella gồm các loài: